# خانه فرهادی
منزل فرهادی مربوط به دوره قاجار است و در شیراز، خیابان لطفعلی‌خان زند، محله درب شیخ، کوچه حکیم‌السلطنه واقع شده و این اثر در تاریخ ۱۱ دی ۱۳۸۰ با شمارهٔ ثبت ۴۶۷۵ به‌ عنوان یکی از آثار ملی ایران به ثبت رسیده است.